# Rudolf von Rotenburg

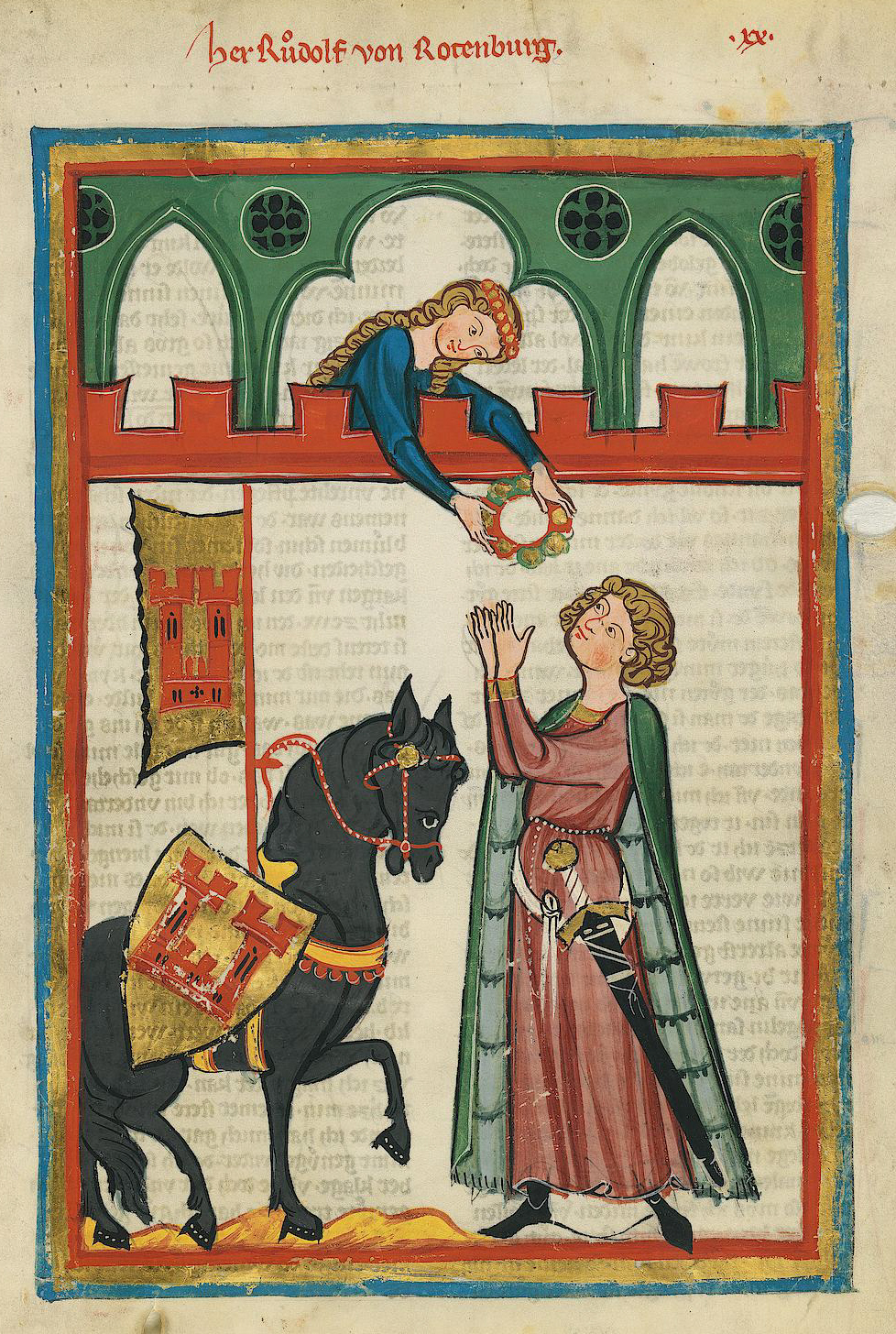
Rudolf von Rotenburg
Codex Manesse
Cod. Pal. germ. 848 fol. 54r, um 1305/40

Rudolf von Rotenburg war ein Dichter und Minnesänger des Mittelalters in der ersten Hälfte des 13. Jahrhunderts, der seine Werke in mittelhochdeutscher Sprache verfasst hat. Rudolf von Rotenburg gehört neben Walther von der Vogelweide, Otto von Botenlauben, Reinmar von Zweter, Ulrich von Liechtenstein, Ulrich von Winterstetten, Tannhäuser, Konrad von Würzburg, Der Wilde Alexander, Hadlaub und Frauenlob zu den bedeutendsten Autoren der Gattung Leich. Neben seinen Minnenleichs sind auch einige Minnelieder Rudolfs überliefert.

## Datierung, Herkunft und Überlieferung
Nach sprachlichem Befund und der Überlieferung datiert man Rudolfs Leichs und Lieder in die erste Hälfte des 13. Jahrhunderts. Die Sprache seines Werkes ist von alemannischem Dialekt geprägt.

### Herkunft des Autors
Die Stellung des Werkes in der Heidelberger Liederhandschrift könnte darauf hinweisen, dass es sich um einen Schweizer Minnesänger handelt. Es ist nicht sicher, dass dieser mit Rudolfus de Rotenburc identisch ist, der in einer Luzerner Urkunde vom 24. März 1257 erwähnt ist. Im Falle der Identität gehört Rudolf nicht der Familie der Vögte von Rotenburg an, wie es in der Budapester Liederhandschrift angenommen wird, sondern der Ministerialenfamilie gleichen Namens, die mit den Herren von Meggen von Rotenburg verwandt ist.

### Überlieferung
In der Großen Heidelberger Liederhandschrift (C) sind sechs Leichs und 41 Liedstrophen Rudolfs von Rotenburg überliefert. Sie folgen nach dem Autorenporträt Rudolfs von Rotenburg (Folio 54r) auf den folgenden Seiten 54v-59r. Weitere parallele Überlieferungen der Werke Rudolfs, allerdings deutlich geringeren Umfangs als in C, sind in der Kleinen Heidelberger Liederhandschrift (A) und der Budapester Liederhandschrift zu finden. Die Überlieferungslage gibt keine klaren Anhaltspunkte, um Werk oder Autor genauer zu datieren. Der einzige Hinweis zur Person des Dichters, eine Luzerner Urkunde vom 24. März 1257, steht im Widerspruch zu den Angaben in der Budapester Liederhandschrift, in der Rudolf als Vogt bezeichnet wird. Die Budapester Handschrift enthält keine Leichs Rudolfs, sondern nur einige seiner Liedstrophen. Zusätzliche Verwirrung bezüglich des Autors entsteht durch den vierten Leich, der in C gleich zweimal eingetragen ist, einmal unter Rudolf von Rotenburg und einmal unter Niune. In der Kleinen Heidelberger Liederhandschrift ist dieser vierte Leich ebenfalls unter Niune enthalten.

### Autorenporträt im Codex Manesse
Den Texten der Leichs und Lieder Rudolfs von Rotenburg im Codex Manesse steht ein sogenanntes Autorenporträt voran. In der Miniatur auf Seite 54r der Großen Heidelberger Liederhandschrift ist der Dichter mit einem Schwert, dem Attribut des Ritters, zu sehen. Er empfängt mit erhobenen Händen einen Kranz aus den Händen einer sich von den Burgzinnen herabbeugenden Dame. Das aufgezäumte Pferd mit Schild und Standarte ausgestattet, deutet darauf hin, dass sich der Dichter auf eine Reise begeben will und es sich um eine Abschiedsszene handelt. Schild und Standarte zeigen eine zweitürmige rote Burg auf goldenem Grund. Diese Symbolik und Farbgebung ist sowohl im Wappen der Vögte von Rotenburg wie auch in dem Wappen der Freiherren von Wollhusen zu finden.

### Erwähnungen Rudolfs durch andere Dichter
Der Schweizer Minnesänger von Gliers rühmt Rudolf unter anderen verstorbenen Leichautoren.

## Werke
Die Werke Rudolfs sind in der maßgeblichen Textausgabe Deutsche Liederdichter des 13. Jahrhunderts von Carl von Kraus unter 49. Ruodolf von Rotenburg, kurz als KLD 49 bezeichnet, abgedruckt. Nach den Leichs I bis VI werden die Lieder von VII bis XVII durchnummeriert.

### Minneleichs
Die mittelhochdeutsche Minneleichdichtung des 13. Jahrhunderts kommt zumeist mit wenigen Themenfeldern aus, die mit Minne-Klage, Frauenpreis und Treuebekundungen umschrieben werden können. Diese thematische Eingrenzung bietet kaum Anreize für Interpretationen. Die „formale Artistik“ immer neue Variationen in der Komposition ähnlicher Sprachformeln zu finden wird bei den meisten Minneleichs einer klaren inhaltlichen Gliederung übergeordnet. Rudolf von Rotenburg hat aber in seinem Leich III verstärkt versucht formale und inhaltliche Textgruppen zu koordinieren. Hier tritt die Mitteilungsfunktion der Sprache gegenüber ihrer spielerischen Klangform deutlich in den Vordergrund.
Die Leichs I,II,IV Rudolfs von Rotenburg gehören zu einer Kategorie in der sich der „Leich als Klage um die ablehnende Haltung“ darstellt, was auch das Grundrepertoire der meisten überlieferten Leichs ist, diese Leichs können somit als Grundtypen des Minneleichs angesehen werden. Die nachfolgend skizzierte thematische Gliederung der Leichs I,II und IV Rudolfs lässt erkennen, dass die Minne-Klage hier deutlich im Vordergrund steht.
| Leich I   |                       | Leich II |                                | Leich IV |                                                    |
| --------- | --------------------- | -------- | ------------------------------ | -------- | -------------------------------------------------- |
| V. 1–12   | Frauenpreis           | V. 1–15  | Klage über die Neider          | V. 1–8   | Minne-Klage                                        |
| V. 13–34  | Treuebekundungen      | V. 16–18 | Frauenpreis                    | V. 9–27  | Treuebekundungen                                   |
| V. 35–53  | Minne-Klage           | V. 19–33 | Treuebekundungen               | V. 28–38 | Minne-Klage                                        |
| V. 54–71  | Klage über die Neider | V. 34–48 | Projektion der Minne-Erfüllung | V. 39–48 | Reflexion des Minnefehlverhaltens der Gesellschaft |
| V. 72–100 | Treuebekundungen      | V. 49–98 | Reflexion der Minne-Situation  | V. 49–64 | Reflexion der Minne-Situation                      |

Die nachfolgenden Inhaltsangaben von Leich I und Leich III lassen den Unterschied zwischen einfacher Struktur und knappem Inhalt in Leich I gegenüber und dem strukturell deutlich feiner gegliederten und inhaltlich wesentlich anspruchsvollerem Text in Leich III erkennen.
Inhalt Leich I:
Frauenpreis (V. 1–12)
Nur seiner Dame will das lyrische Ich treu und beständig – mit triuwen und staete dienen. Die Schönheit und Einzigartigkeit der Dame wird hervorgehoben, kein Lebender habe je ein so schönes Kind gesehen: Noch niender funden einen man der spraeche noch / gesaehe ein kint daz lebte wol sô schône.
Treuebekundungen (V. 13–34)
Der Neid der anderen kann dem Ich nicht schaden, wenn ihm die Dame nur erlaubt ihr für immer zu dienen: Was schate mir ein swacher nit, ob mir diu schoene gunde / daz ich ir diende zaller zit sô vil ich danne kunde ? Nach höfischer Sitte schenken die Damen denjenigen ihre minne, die ihnen mit staetem muote also mit einem festen und beständigen Willen dienen; danach richtet sich auch das Ich. Seine freudig erhöhte Stimmung, sein hôher muot, resultiert aus seinen ständig um die Minneherrin kreisenden Gedanken. Wenn die Dame Zweifel an seinem Dienst und seiner Treue hat, will das Ich ihr sein Herz als Pfand geben und sich ihr im Minnedienst auf andauernde gebührende Weise, mit staeteclîcher fuoge und âne ir schande, beweisen.
Minne-Klage (V. 35–53)
Der Nachtigallengesang soll dem Ich Trost spenden, denn seine herzen küniginne macht ihm das Leben so schwer, dass es die bequeme Straße verlassen und einen beschwerlichen Weg beschreiten muss, was mit kumber und sorgen verbunden ist. Das Ich vertraut auf seine Beharrlichkeit, seiner staete, doch noch erhört zu werden – gelingt ihm dies nicht, kann es nicht mehr froh werden. Der Gedanke an die güete der Dame versetzt das Ich zwar ihn freudige Stimmung, aber diese Freude beruht einzig auf der Hoffnung, uf genaedeclîchen wân. Zwanzig Jahre dauert diese âventiure nun bereits in der das Ich um die Dame wirbt, auch sie sollte Verdruss wegen seiner vergeblichen Bemühungen empfinden.
Klage über die Neider (V. 54–71)
Es folgt die Verwünschung der nîder schar, die Naturschönheiten der Blumen und der Heide sollen ihnen nicht vergönnt sein. Das Ich betont, dass es unter den Neidern nicht zu sehr leidet – würde es um ihre Rücksichtsnahme bitten, so würden sie ihm noch schlimmer zusetzen. Den kumber und haz seitens der Neider erleidet das Ich ohne Schuld, denn auf Grunde seiner Verstrickung in die Minne ist es seiner Dame undertân ohne sich falschen Hoffnungen hinzugeben.
Treuebekundungen (V. 72–100)
Ein gruoz von der Dame würde das Ich schon froh stimmen, denn dadurch käme es sich wertvoll vor und es würde mit staete an der Dame festhalten. Das Ich ist erstaunt darüber, dass es sô grôzen kumber klage und trotzdem ein alsô hôch gemüete hat. Der Grund ist, dass das Ich auf ein erfreuliches Ende hofft, wonach es sein ganzes Leben streben will.
Inhalt Leich III:
Frauenpreis und Minne-Klage an die Gesellschaft gerichtet (V. 1–20)
Ein hôher muot inspiriert das Ich zu diesem Gesang. Es folgt ein Lob der Schönheit und des höfisch einwandfreien Verhaltens der Dame, um deren Herz das Ich sich bemüht. Durch den roten Mund der Minneherrin und den Glanz ihrer Augen wurde das Ich verwunt, einzig von ihrer genâden hängt seine Heilung ab, denn die Dame fesselt das Ich sehr eng an sich. Das Ich sieht sich zwar gesellschaftlichem Neid ausgesetzt, weil ihm die Minneherrin mehr am Herzen liegt als jede andere Frau, aber diesen strit möchte es gerne auf sich nehmen. Mit dem freudigen Hintergedanken auf den schönen Körper, den werden lip der Dame kann das Ich diese Qualen erdulden. Ihre außergewöhnliche Liebenswürdigkeit, ir schoener zuht hat sein Herz und seinen Verstand betört. Ihr zu Diensten, ir bin eigentlîcher zu sein, so hofft das Ich, hat nur gewin.
Bitte um Hilfe an die Frauenrolle (V. 21–26)
Die Dame wird als die schönste aller Frauen gelobt, mit der Bitte des Ichs seine Sehnsucht doch wahrzunehmen.
Frauenpreis und Minne-Klage an das Herz des Ichs gerichtet (V. 27–38)
Das Ich legt seinem Herzen die Minneherrin nahe, weil das Ich überzeugt ist, dass sie ihm seine Tage mit Freude erfüllt. Die klage des Ichs darf der Dame nicht aber zur Last fallen. Das Ich beteuert, dass es nur ze dienste ir werdigkeit geboren wurde, die Dame entgegnet dem Ich darauf, dass es verlorn sei, also umsonst geboren ist. Durch ir zorn wird auch sein herzeleit verstärkt. Die Schönheit der Dame, ihr roter Mund und der Glanz ihrer Augen berauben das Ich seiner Sinne und der minnen last nimmt ihm seine fröiden.
Bitte um Hilfe an die Frauenrolle (V. 39–44)
Die Minneherrin wird erhebend als Frouw aller tugende krône gelobt. Es folgt die flehentliche Bitte um die Beseitigung des Minneleids und das Ich sichert der Dame vor allen anderen schönen Frauen sein Herz ohne Hintergedanken, ân arge missetât, zu.
Reflexion über die Minne-Situation des Ichs an die Frauenrolle gerichtet (V. 45–62)
Mit literarischen Beispielen versucht das Ich der Dame seine Situation zu erklären: Parzivâl musste wegen der Minne kumber unde nôt erleiden, ebenso erging es Meljôth auf Amors Befehl hin. Clîes und eine Königin frönten der Minne bis in den Tod. Noch steht das Ich für die saelikeit der Dame mit ganzer staetekeit im Minnedienst. Das Ich geht von reichem Lohn durch ihre werdigkeit und damit verbundene fröide aus.Lâvîne oder Pallás können nicht schöner als seine Dame sein, die grôze swaere vom Ich fernhalten und doch gleichzeitig Sorgen bereiten kann.
Frauenpreis und Minne-Klage an die Frauenrolle gerichtet (V. 63–68)
Lob der Unschuld, der Ehre, der Macht und der Güte der Dame. Wenn das Ich bei ihr ist, wird es von großer Freude erfüllt.
Reflexion über die Minne-Situation des Ichs (V. 69–89)
Das Minneleid geschah dem tumben Ich nur durch den Anblick der Dame, seitdem kann es das reine saelic wip nicht mehr vergessen sein ganzer Körper sehnt sich nach ihrem lieben rôten munde. Es erfolgt der Ausruf ohei, ohei! Seitdem das Ich die Minneherrin zum ersten Mal erblickte und durch die es viel ungemach erleidet, brachte ihr von Minne erfülltes Lachen es um den Verstand. Wie man am Ich sehen kann, vermag es die Dame Männer zum tôren zu machen, ohei, ohei! Obwohl das Ich der Dame mit triuwen holt ist, hasst sie es offensichtlich und das Ich vergleicht sich mit einem rindenlosen Baum solange es sich nicht in ihrer Nähe aufhält, ohei, ohei!
Minne-Klage an die Frauenrolle gerichtet (V. 90–95)
Das Ich beteuert der Dame, dass sie ohne Zweifel über sein herze und den gedanc verfügt. Die Dame wird durch die zwanghafte Minne nicht in Bedrängnis, ân gedranc geraten, so versichert das Ich.
Reflexion über die Minne-Situation des Ichs (V. 96–103)
Das Ich leidet kumber, da die Dame es nicht erhört und ihm nicht glaubt, dass es sie seither nicht mehr vergessen konnte.
Frauenpreis und Treuebekundungen an die Frauenrolle gerichtet (V. 104–109)
Die Minne zur Dame übertrifft alles im gesamten Reich, von Pâris unz zer sal. Die Dame, vom Ich als seines heiles küneginne bezeichnet, übertrifft alle anderen Frauen, nur sie wurde vom Herzen des Ichs auserwählt.
Reflexion über die Minne-Situation des Ichs (V. 110–117)
Das Reich und alle Länderen sind dem Ich unwichtig, es würde alles in die Hand der Minneherrein geben, die sein Herz vom ersten Moment an gefesselt hat.
Minne-Klage an die Frauenrolle gerichtet (V. 118–123)
Das Ansehen der Dame ist dem Ich, dass ihr zwanghaft Minne entgegenbringen muss, äußerst wichtig. Für ihren werden gruoz widmet sich das Ich ganz und gar dem Minnedienst, aber es hilft alles nichts.
Frauenpreis und Reflexion über die Minne-Situation des Ichs (V. 124–136)
Das Ich beschreibt die Schönheit der Dame: Der Gesichtsteint rot und weiß, Wangen von natürlich schöner Farbe, einen minnerichen munt, der das Ich ständig aufzufordern scheint küsse, küsse mich! Niemand würde dieser Aufforderung lieber nachkommen als das Ich selbst, wäre die Dame doch nur einsichtig. Das Ich leidet zwar nôt, nicht aber leidet es darunter, die Minneherrin selten zu sehen, es wird ihr immer seine Minne entgegenbringen. Owê seufzt das Ich, wie wird man die Sorgen los, ohne Heilung oder Ruhe zu erlangen?
Wie die Inhaltsangaben der beiden Leichs gezeigt haben, sind in Leich III deutlich komplexere Strukturen und Inhalte gegenüber dem Leich I, der als Grundtypus des Minneleichs gelten kann, zu erkennen. Während sich in Leich I lediglich die gängigen Topoi zu Frauenpreis, Minne-Klage und Treuebekundungen Anwendung finden und sich Rudolf hier auf traditionellen Pfaden bewegt, weist Leich III doch einige Besonderheiten auf: Um seine Minne-Klage zu untermauern, bedient sich Rudolf einiger literarischer Figuren, wie zum Beispiel dem Titelhelden aus Wolframs von Eschenbach „Parzival“ oder Lâvîne und Pallás, die dem damaligen höfischen Publikum bekannt gewesen sein dürften. Um die gewaltige Dimension seiner Minne zu bezeugen, verwendet Rudolf in Leich III auch geographische Angaben, wie z. B. von Pâris unz zer sal, was in etwa die damalige Ausdehnung des deutschen Kulturraums von West nach Ost, eben von Paris bis an die Saale beschreibt. Leich III zeichnet sich demnach durch einige Innovationen gegenüber den bewährten, traditionellen Grundtypen der Leichs I,II und IV aus. Die Minne-Klage und Minne-Reflexion erhält durch diese Neuerungen deutlich mehr Tiefe und Gewicht, sie wird greifbarer, spürbarer und für das damalige Publikum wahrscheinlich auch spannender.

### Minnelieder
Die zehn überlieferten Lieder Rudolfs von Rotenburg können der Nachfolge Walthers von der Vogelweide und Reinmars von Zweter zugerechnet werden. Rudolfs Lieder beinhalten – ähnlich wie die Walthers – die Freuden des höfischen Lebens. Diese Freuden zu mehren gehörte zu den Aufgaben des höfischen Mannes, insbesondere des Dichters, während die verzagten – auch ein von Walther gebrauchtes Wort – nicht an diese Freuden glaubten und sie daher nicht teilen konnten.
Lied X, 1. Strophe

Ich wil nû den wol gemuoten singen,

den noch rehtui fröide sanfte tuot:

wer sol den verzagten fröide bringen,

die man selten vindet wol gemuot ?

wol in die sô schône sich versinnent

daz si fröide minnent

und daz man guoten wîben sprichet guot.
In Lied XIV lässt Rudolf statt Freude real erfahrenen Liebesschmerz als Motiv für dieses Minnelied anklingen. Ein aus seiner Sicht falsches Wort aus dem Munde der geliebten Dame hat ihn tief getroffen: sî hât mir gesprochen ûz ir rôtem munde / einez daz mir in mî herze brach, als immer noch Liebender nimmt er die Schuld für das Verhalten seiner geliebten Dame mit den selbstlosen Worten dane was ich ir niht wert auf sich. Seine Selbstlosigkeit noch weiter steigernd will er den gemeinsamen Besitz uneigennützig teilen, dass ir sî wol, sô sî mir iemer wê, es ihr ungeachtet seines Schmerzes also gut gehe. Ihr bleibt sein Herz, er aber muss bis zu seinem Ende mit dem Liebeskummer leben: sî hab ir daz herze mîn, / sô belîbet mir daz ich in senden leiden / iemer muoz biz an mîn ende sîn. Rudolphs Lieder erscheinen so in der großen Tradition des hochhöfischen Minnesangs.
Die Lieder Rudolfs sind gekennzeichnet durch feste Verkettungen der Strophen untereinander. In Lied VIII wird die Anrede der angebeteten Dame am Anfang der drei Strophen stetig gesteigert: Von frouwe über saelic frouwe bis zu mîns herzen frouwe. In Lied XIV erscheint der Ausruf ôwê bzw. wê in allen fünf Strophen und zwar in den beiden ersten und der letzten Strophe jeweils als erstes Wort, wodurch das gesamte Lied phonetisch zu einer Einheit verklammert wird. In Lied XIII nimmt jeder Strophenanfang das letzte tragende Wort aus der Schlusszeile der vorangegangenen Strophe wieder auf und alle Strophen des Liedes werden zu einer Einheit verkettet.

### Textausgaben
- Carl von Kraus: Deutsche Liederdichter des 13. Jahrhunderts, Band I Text, Tübingen 1978, 49. Ruodolf von Rotenburg (KLD 49).
- Die große Heidelberger Liederhandschrift. In getreuem Textabdruck, hrsg. von Fridrich Pfaff, Heidelberg 1909.

### Einführende Literatur
- Hermann Apfelböck: Tradition und Gattungsbewusstsein im deutschen Leich, Tübingen 1991.
- Helmut de Boor: Geschichte der deutschen Literatur von den Anfängen bis zur Gegenwart. Bd. III/1. Die deutsche Literatur im späten Mittelalter 1170-1250. 5. Aufl. neubearbeitet von Johannes Janotta, München 1997.
- Ingeborg Glier: Der Minneleich im späten 13. Jahrhundert. In: Werk-Typ-Situation. Studien zu poetologischen Bedingungen in der älteren deutschen Literatur. Festschrift Hugo Kuhn zum 60. Geburtstag, Stuttgart 1969.
- Harald Haferland: Hohe Minne. Zur Beschreibung der Minnekanzone, Berlin 2000.
- Harald Haferland: Was bedeuten die Aufrichtigkeitsbeteuerungen der Minnesänger für das Verständnis des Minnesangs? In: Mittelalterliche Lyrik. Probleme der Poetik, hrsg. von Thomas Cramer und Ingrid Kasten, Berlin 1999.
- Manfred Kern: Edle Tropfen vom Helikon. Zur Anspielungsrezeption der antiken Mythologie in der deutschen höfischen Lyrik und Epik von 1180-1300, Amsterdam - Atlanta GA, 1998.
- Christina Kreibich: Der mittelhochdeutsche Minneleich. Ein Beitrag zu seiner Inhaltsanalyse, Würzburg 2000.
- Hugo Kuhn: Minnesangs Wende, Tübingen 1967.
- Ursula Kundert: Historische Dekonstruktion. Für eine kulturelle Vervielfältigung philologisch präziser Lektüren am Beispiel des mittelhochdeutschen Leichs. In: Akten des XI. Internationalen Germanistenkongresses Paris 2005, Bd. 5, hrsg. von Jean-Marie Valentin, Bern 2008.
- Silvia Ranawake: Rudolf von Rotenburg. In: Die deutsche Literatur des Mittelalters. Verfasserlexikon. Berlin 1992, Sp. 366–369.

### Biografische Nachschlagewerke
- Konrad Burdach: Rudolf von Rotenburg. In: Allgemeine Deutsche Biographie (ADB). Band 29, Duncker & Humblot, Leipzig 1889, S. 297–299.
- Max Schiendorfer: Rudolf von Rotenburg. In: Neue Deutsche Biographie (NDB). Band 22, Duncker & Humblot, Berlin 2005, ISBN 3-428-11203-2, S. 197 f. (Digitalisat).